# Острига
Острига (Ostrea) је род шкољки из фамилије правих острига (Ostreidae). Обухвата 9 савремених врста, а фосилна историја бележи још неколико. Најпознатији представник рода је европска острига или каменица (Ostrea edulis).

## Врсте
Према WoRMS
- Ostrea algoensis Sowerby II, 1871
- Ostrea angasi G. B. Sowerby II, 1871
- Ostrea angelica Rochebrune, 1895
- Ostrea arcula Marwick, 1928 †
- Ostrea atherstonei Newton, 1913
- Ostrea chilensis Philippi, 1844
- Ostrea circumpicta Pilsbry, 1904
- Ostrea conchaphila Carpenter, 1857
- Ostrea denselamellosa Lischke, 1869
- Ostrea edulis Linnaeus, 1758
- Ostrea futamiensis Seki, 1929
- Ostrea gryphoides Schlotheim, 1813 †
- Ostrea libella Weisbord, 1964
- Ostrea lurida Carpenter, 1864
- Ostrea permollis G. B. Sowerby II, 1871
- Ostrea puelchana d'Orbigny, 1842
- Ostrea stentina Payraudeau, 1826
- Ostrea waitangiensis Marwick, 1928 †

- Ostrea avalitesensis Jousseaume in Lamy, 1925 (taxon inquirendum)
- Ostrea imputata Anton, 1838 (taxon inquirendum)
- Ostrea solaris Jousseaume in Lamy, 1925 (taxon inquirendum)

- Ostrea arborea Dillwyn, 1817 (nomen dubium)
- Ostrea concentrica Fischer von Waldheim, 1807 (nomen dubium)
- Ostrea conspersa Gmelin, 1791 (nomen dubium)
- Ostrea lingua Lamarck, 1819 (nomen dubium)
- Ostrea orbicularis Linnaeus, 1758 (nomen dubium)
- Ostrea parasitica Gmelin, 1791 (nomen dubium)
- Ostrea pectinigera Bory de Saint-Vincent, 1827 (nomen dubium)
- Ostrea raricosta Deshayes, 1830 (nomen dubium)
- Ostrea semiaurita Linnaeus, 1758 (nomen dubium)
- Ostrea solaris Born, 1778 (nomen dubium)
- Ostrea undata Born, 1778 (nomen dubium)

- Ostrea grandis Lightfoot, 1786 (nomen nudum)
- Ostrea pecten Forsskål in Niebuhr, 1775 (nomen nudum)
- Ostrea siamensis Mörch, 1853 (nomen nudum)

- Ostrea aculeata Gmelin, 1791 прихваћен као Mimachlamys varia (Linnaeus, 1758)
- Ostrea adansoni Rochebrune, 1905 прихваћен као Crassostrea tulipa (Lamarck, 1819)
- Ostrea adriatica Lamarck, 1819 прихваћен као Ostrea edulis Linnaeus, 1758
- Ostrea aequatorialis d'Orbigny, 1846 прихваћен као Crassostrea aequatorialis (d'Orbigny, 1846)
- Ostrea affinis G. B. Sowerby II, 1871 прихваћен као Dendostrea folium (Linnaeus, 1758)
- Ostrea alatus Gmelin, 1791 прихваћен као Isognomon alatus (Gmelin, 1791)
- Ostrea albatra Jousseaume in Lamy, 1925 прихваћен као Dendostrea sandvichensis (G. B. Sowerby II, 1871)
- Ostrea albicans Schröter, 1802 прихваћен као Pecten albicans (Schröter, 1802)
- Ostrea alveatula Jousseaume in Lamy, 1925 прихваћен као Neopycnodonte cochlear (Poli, 1795)
- Ostrea amara Carpenter, 1864 прихваћен као Saccostrea palmula (Carpenter, 1857)
- Ostrea amasa (Iredale, 1939) прихваћен као Saccostrea scyphophilla (Peron & Lesueur, 1807)
- Ostrea anatinus Gmelin, 1791 прихваћен као Malleus anatinus (Gmelin, 1791)
- Ostrea angasii G. B. Sowerby II, 1871 прихваћен као Ostrea angasi G. B. Sowerby II, 1871
- Ostrea angassi G. B. Sowerby II, 1871 прихваћен као Ostrea angasi G. B. Sowerby II, 1871
- Ostrea angulata G. B. Sowerby II, 1871 прихваћен као Crassostrea bilineata (Röding, 1798)
- Ostrea angulata (Lamarck, 1819) прихваћен као Crassostrea angulata (Lamarck, 1819)
- Ostrea anonyma Gmelin, 1791 прихваћен као Laevichlamys squamosa (Gmelin, 1791)
- Ostrea arakanensis G. B. Sowerby II., 1871 прихваћен као Saccostrea echinata (Quoy & Gaimard, 1835)
- Ostrea arata Gmelin, 1791 прихваћен као Karnekampia sulcata (Müller, 1776)
- Ostrea arborea Dillwyn, 1817 sensu Dunker, 1882 прихваћен као Crassostrea ariakensis (Fujita, 1913)
- Ostrea ariakensis Fujita, 1913 прихваћен као Crassostrea ariakensis (Fujita, 1913)
- Ostrea attenuata G. B. Sowerby II, 1871 прихваћен као Saccostrea circumsuta (Gould, 1850)
- Ostrea aupouria Dinamani, 1981 прихваћен као Ostrea stentina Payraudeau, 1826
- Ostrea aurantia Gmelin, 1791 прихваћен као Flexopecten glaber (Linnaeus, 1758)
- Ostrea auriculata G. B. Sowerby II, 1871 прихваћен као Ostrea denselamellosa Lischke, 1869
- Ostrea australis Lamarck, 1819 прихваћен као Pustulostrea australis (Lamarck, 1819)
- Ostrea barclayana G. B. Sowerby II, 1871 прихваћен као Saccostrea spathulata (Lamarck, 1819)
- Ostrea belcheri G. B. Sowerby II, 1871 прихваћен као Crassostrea belcheri (G. B. Sowerby II, 1871)
- Ostrea benefica Bartsch, 1945 прихваћен као Crassostrea belcheri (G. B. Sowerby II, 1871)
- Ostrea bicolor Hanley, 1846 прихваћен као Crassostrea tulipa (Lamarck, 1819)
- Ostrea bilineata Röding, 1798 прихваћен као Crassostrea bilineata (Röding, 1798)
- Ostrea boblayei Deshayes, 1835 † прихваћен као Ostrea edulis Linnaeus, 1758
- Ostrea borealis Lamarck, 1819 прихваћен као Crassostrea virginica (Gmelin, 1791)
- Ostrea brasiliana Lamarck, 1819 прихваћен као Crassostrea brasiliana (Lamarck, 1819)
- Ostrea bresia Iredale, 1939 прихваћен као Dendostrea folium (Linnaeus, 1758)
- Ostrea bullata Born, 1778 прихваћен као Limatula bullata (Born, 1778)
- Ostrea callichroa Hanley, 1846 прихваћен као Ostrea chilensis Philippi, 1844
- Ostrea canadensis Lamarck, 1819 прихваћен као Crassostrea virginica (Gmelin, 1791)
- Ostrea capsa Fischer von Waldheim, 1807 прихваћен као Ostrea stentina Payraudeau, 1826
- Ostrea cerata G. B. Sowerby II, 1871 прихваћен као Parahyotissa numisma (Lamarck, 1819) прихваћен као Hyotissa numisma (Lamarck, 1819)
- Ostrea cerrosensis Gabb, 1866 прихваћен као Undulostrea megodon (Hanley, 1846)
- Ostrea charlottae Finlay, 1928 прихваћен као Ostrea chilensis Philippi, 1844
- Ostrea chemnitzii Hanley, 1846 прихваћен као Dendostrea rosacea (Deshayes, 1836)
- Ostrea chiloensis G. B. Sowerby II, 1871 прихваћен као Ostrea chilensis Philippi, 1844
- Ostrea cibialis Hupé in Gay, 1854 прихваћен као Ostrea chilensis Philippi, 1844
- Ostrea cinnabarina Born, 1778 прихваћен као Chlamys islandica (O. F. Müller, 1776)
- Ostrea cinnabrina Born, 1780 прихваћен као Chlamys islandica (O. F. Müller, 1776)
- Ostrea circumpicta Hirase, 1930 прихваћен као Crassostrea nippona (Seki, 1934)
- Ostrea circumsuta Gould, 1850 прихваћен као Saccostrea circumsuta (Gould, 1850)
- Ostrea citrina Poli, 1795 прихваћен као Flexopecten glaber glaber (Linnaeus, 1758) accepted as Flexopecten glaber (Linnaeus, 1758)
- Ostrea citrina Gmelin, 1791 прихваћен као Flexopecten glaber (Linnaeus, 1758)
- Ostrea clavata Poli, 1795 прихваћен као Pseudamussium clavatum (Poli, 1795)
- Ostrea coarctata Born, 1778 прихваћен као Flexopecten flexuosus (Poli, 1795)
- Ostrea cochlear Poli, 1795 прихваћен као Neopycnodonte cochlear (Poli, 1795)
- Ostrea cochlearis Locard, 1886 прихваћен као Neopycnodonte cochlear (Poli, 1795)
- Ostrea cognata Jousseaume, 1888 прихваћен као Dendostrea folium (Linnaeus, 1758)
- Ostrea columbiensis Hanley, 1846 прихваћен као Crassostrea columbiensis (Hanley, 1846)
- Ostrea commercialis Iredale & Roughley, 1933 прихваћен као Saccostrea glomerata (Gould, 1850)
- Ostrea complanata Fenaux, 1944 прихваћен као Crassostrea angulata (Lamarck, 1819)
- Ostrea concentrica Bory de Saint-Vincent, 1827 прихваћен као Striostrea margaritacea (Lamarck, 1819)
- Ostrea corallina Poli, 1795 прихваћен као Manupecten pesfelis (Linnaeus, 1758)
- Ostrea corbiculus Küster, 1868 прихваћен као Dendostrea rosacea (Deshayes, 1836)
- Ostrea corbuloides Danilo & Sandri, 1855 прихваћен као Ostrea edulis Linnaeus, 1758
- Ostrea cornucopia Saville-Kent, 1891 прихваћен као Saccostrea scyphophilla (Peron & Lesueur, 1807)
- Ostrea cornucopiae Gmelin, 1791 прихваћен као Saccostrea cucullata (Born, 1778)
- Ostrea corrugata Hutton, 1873 прихваћен као Ostrea chilensis Philippi, 1844
- Ostrea corteziensis Hertlein, 1951 прихваћен као Crassostrea corteziensis (Hertlein, 1951)
- Ostrea crenulifera G. B. Sowerby II, 1871 прихваћен као Dendostrea sandvichensis (G. B. Sowerby II, 1871)
- Ostrea crispa Brocchi, 1814 † прихваћен као Hinnites crispus (Brocchi, 1814) †
- Ostrea cristagalli (Linnaeus, 1758) прихваћен као Lopha cristagalli (Linnaeus, 1758)
- Ostrea cristata Born, 1778 прихваћен као Dendostrea cristata (Born, 1778)
- Ostrea cristata Born, 1778 sensu Dall & Simpson, 1901 accepted as Hyotissa mcgintyi (Harry, 1985)
- Ostrea cristata Born, 1778 sensu Poli, 1795 accepted as Ostrea edulis Linnaeus, 1758
- Ostrea cristatella Lamy, 1929 прихваћен као Ostrea denselamellosa Lischke, 1869
- Ostrea crocea Dufo, 1840 прихваћен као Neopycnodonte cochlear (Poli, 1795)
- Ostrea cubitus Deshayes, 1832 † прихваћен као Cubitostrea cubitus (Deshayes, 1832) †
- Ostrea cucullata Born, 1778 прихваћен као Saccostrea cucullata (Born, 1778)
- Ostrea cucullata Hedley, 1909 прихваћен као Saccostrea glomerata (Gould, 1850)
- Ostrea cucullata Lischke, 1871 прихваћен као Saccostrea kegaki Torigoe & Inaba, 1981
- Ostrea cucullina Deshayes, 1863 прихваћен као Neopycnodonte cochlear (Poli, 1795)
- Ostrea cumana Gregorio, 1883 прихваћен као Ostrea edulis Linnaeus, 1758
- Ostrea cumingiana Dunker, 1846 прихваћен као Alectryonella plicatula (Gmelin, 1791)
- Ostrea cuneola Jousseaume in Lamy, 1925 прихваћен као Nanostrea fluctigera (Jousseaume in Lamy, 1925)
- Ostrea curvata Risso, 1826 прихваћен као Ostrea stentina Payraudeau, 1826
- Ostrea cymbaeformis G. B. Sowerby II, 1871 прихваћен као Crassostrea gigas (Thunberg, 1793) прихваћен као Magallana gigas (Thunberg, 1793)
- Ostrea cyrnusii Payraudeau, 1826 прихваћен као Ostrea edulis Linnaeus, 1758
- Ostrea dalli Lamy, 1930 прихваћен као Saccostrea palmula (Carpenter, 1857)
- Ostrea danica Holten, 1802 прихваћен као Pseudamussium peslutrae (Linnaeus, 1771)
- Ostrea decemradiata Gmelin, 1791 прихваћен као Nodipecten nodosus (Linnaeus, 1758)
- Ostrea deformis Lamarck, 1806, sensu Lamarck, 1819 прихваћен као Nanostrea fluctigera (Jousseaume in Lamy, 1925)
- Ostrea dendata Küster, 1868 прихваћен као Striostrea margaritacea (Lamarck, 1819)
- Ostrea dentata Perry, 1811 прихваћен као Striostrea denticulata (Born, 1778)
- Ostrea denticulata (Born, 1778) прихваћен као Striostrea denticulata (Born, 1778)
- Ostrea dentifera Dufo, 1840 прихваћен као Striostrea margaritacea (Lamarck, 1819)
- Ostrea depressa Philippi, 1836 прихваћен као Ostrea edulis Linnaeus, 1758
- Ostrea depressa Gmelin, 1791 прихваћен као Flexopecten flexuosus (Poli, 1795)
- Ostrea discoidea Gould, 1850 прихваћен као Ostrea chilensis Philippi, 1844
- Ostrea dolabriformis Martens, 1899 прихваћен као Nanostrea fluctigera (Jousseaume in Lamy, 1925)
- Ostrea dubia Gmelin, 1791 прихваћен као Aequipecten opercularis (Linnaeus, 1758)

- Ostrea dubia G. B. Sowerby II, 1871 неприхваћен
- Ostrea echinata Quoy & Gaimard, 1835 неприхваћен
- Ostrea elegans (Gmelin) Gmelin, 1791 неприхваћен
- Ostrea elegans (Bayle in Fournel) Bayle in Fournel, 1849 † неприхваћен
- Ostrea elliptica (Lamarck) Lamarck, 1819 неприхваћен
- Ostrea elliptica (Dufo) Dufo, 1840 неприхваћен
- Ostrea elongata Born, 1778 неприхваћен
- Ostrea ephippium Linnaeus, 1758 неприхваћен
- Ostrea equestris Say, 1834 неприхваћен
- Ostrea erucella Lamarck, 1819 неприхваћен
- Ostrea exalbida Gmelin, 1791 неприхваћен
- Ostrea excavata Lamarck, 1819 неприхваћен
- Ostrea excavata Fabricius, 1779 неприхваћен
- Ostrea exotica Dillwyn, 1817 неприхваћен
- Ostrea exotica Holten, 1802 неприхваћен
- Ostrea fasciata Born, 1778 неприхваћен
- Ostrea fasciata Linnaeus, 1758 неприхваћен
- Ostrea figurata Reeve, 1858 неприхваћен
- Ostrea fisheri Dall, 1914 неприхваћен
- Ostrea flabellum Gmelin, 1791 неприхваћен
- Ostrea flammea Gmelin, 1791 неприхваћен
- Ostrea flavescens Gmelin, 1791 неприхваћен
- Ostrea flavicans Linnaeus, 1758 неприхваћен
- Ostrea flemingi d'Archiac & Haime, 1854 † неприхваћен
- Ostrea flexuosa Poli, 1795 неприхваћен
- Ostrea florida Gmelin, 1791 неприхваћен
- Ostrea floridensis G. B. Sowerby II, 1871 неприхваћен
- Ostrea fluctiger Jousseaume in Lamy, 1925 неприхваћен
- Ostrea fococarens Finlay, 1928 неприхваћен
- Ostrea folium Linnaeus, 1758 неприхваћен
- Ostrea fornicata Forsskål in Niebuhr, 1775 неприхваћен
- Ostrea forskahlii Gmelin, 1791 неприхваћен
- Ostrea forskali [sic] неприхваћен
- Ostrea forskäli [sic] неприхваћен
- Ostrea fragilis Gmelin, 1791 неприхваћен
- Ostrea frons Carpenter, 1864 неприхваћен
- Ostrea frons Linnaeus, 1758 неприхваћен
- Ostrea fuci Gmelin, 1791 неприхваћен
- Ostrea fucorum Lamarck, 1819 неприхваћен
- Ostrea fusca Lamarck, 1819 неприхваћен
- Ostrea gallina Lamarck, 1819 неприхваћен
- Ostrea gallus Valenciennes, 1846 неприхваћен
- Ostrea gasar Deshayes, 1830 неприхваћен
- Ostrea gibba Linnaeus, 1758 неприхваћен
- Ostrea gibbosa Lamarck, 1819 неприхваћен
- Ostrea gigas Thunberg, 1793 неприхваћен
- Ostrea glabra Jousseaume in Lamy, 1925 неприхваћен
- Ostrea glabra Linnaeus, 1758 неприхваћен
- Ostrea glacialis Gmelin, 1791 неприхваћен
- Ostrea glaciata Salis, 1793 неприхваћен
- Ostrea glaucina Lamarck, 1819 неприхваћен
- Ostrea glomerata Gould, 1850 неприхваћен
- Ostrea gravitesta Yokoyama, 1926 неприхваћен
- Ostrea guineensis Dunker, 1853 неприхваћен
- Ostrea haliotidaea Lamarck, 1819 неприхваћен
- Ostrea hanleyana G. B. Sowerby II, 1871 неприхваћен
- Ostrea hanleyi (sic) неприхваћен
- Ostrea heffordi Finlay, 1928 unaccepted
- Ostrea hians Gmelin, 1791 unaccepted
- Ostrea hippopus Lamarck, 1819 unaccepted
- Ostrea hiranoi Baker & Spicer, 1930 unaccepted
- Ostrea histrionica Gmelin, 1791 unaccepted
- Ostrea huttoni Lamy, 1929 unaccepted
- Ostrea hyalinaPoli, 1795 unaccepted
- Ostrea hybrida Gmelin, 1791 unaccepted
- Ostrea hyotis Linnaeus, 1758 unaccepted
- Ostrea hyotis sensu Suter, 1913 unaccepted
- Ostrea imbricata Gmelin, 1791 unaccepted
- Ostrea imbricata Lamarck, 1819 unaccepted
- Ostrea inaequivalvis G. B. Sowerby II, 1871 неприхваћен
- Ostrea incarnata Gmelin, 1791 unaccepted
- Ostrea incurva Hutton, 1873 † unaccepted
- Ostrea inermis G. B. Sowerby II, 1871 unaccepted
- Ostrea inflexa Poli, 1795 unaccepted
- Ostrea iredalei Faustino, 1932 unaccepted
- Ostrea isogonum Linnaeus, 1767 unaccepted
- Ostrea italica Defrance, 1821 unaccepted
- Ostrea jacobaea Linnaeus, 1758 unaccepted
- Ostrea jacobaea Rochebrune, 1895 unaccepted
- Ostrea japonica Gmelin, 1791 unaccepted
- Ostrea jubata Lamy, 1929 unaccepted
- Ostrea kauaia Dall, Bartsch & Rehder, 1938 unaccepted
- Ostrea kupua Dall, Bartsch & Rehder, 1938 unaccepted
- Ostrea labrella Lamarck, 1819 unaccepted
- Ostrea lacerans Hanley unaccepted
- Ostrea lacerata Hanley, 1846 unaccepted
- Ostrea lactea G. B. Sowerby II, 1871 unaccepted
- Ostrea lamellosa Brocchi, 1814 unaccepted
- Ostrea laperousii Schrenck, 1862 unaccepted
- Ostrea laterostrata Fenaux, 1942 unaccepted
- Ostrea laurenti Gmelin, 1791 unaccepted
- Ostrea laysana Dall, Bartsch & Rehder, 1938 unaccepted
- Ostrea legumen Gmelin, 1791 unaccepted
- Ostrea lentiginosa G. B. Sowerby II, 1871 unaccepted
- Ostrea leonica Fréminville in Taslé, 1870 unaccepted
- Ostrea ligo Schreibers, 1793 unaccepted
- Ostrea lima Linnaeus, 1758 unaccepted
- Ostrea lima G. B. Sowerby II, 1871 unaccepted
- Ostrea limacella Lamarck, 1819 unaccepted
- Ostrea lischkei Löbbecke, 1882 unaccepted
- Ostrea lixula Weisbord, 1964 unaccepted
- Ostrea longiuscula Hupé in Gay, 1854 unaccepted
- Ostrea lorentzianum Röding, 1798 unaccepted
- Ostrea lucasiana Rochebrune, 1895 unaccepted
- Ostrea lugubris G. B. Sowerby II, 1871 unaccepted
- Ostrea lutaria Hutton, 1873 unaccepted
- Ostrea maculata Born, 1778 unaccepted
- Ostrea maculosa Forsskål in Niebuhr, 1775 unaccepted
- Ostrea madrasensis Preston, 1916 unaccepted
- Ostrea magellanica Gmelin, 1791 unaccepted
- Ostrea malabonensis Faustino, 1932 unaccepted
- Ostrea malleus Linnaeus, 1758 unaccepted
- Ostrea margaritacea Lamarck, 1819 unaccepted
- Ostrea matoni Donovan, 1824 unaccepted
- Ostrea maxima Linnaeus, 1758 unaccepted
- Ostrea media Gmelin, 1791 unaccepted
- Ostrea megodon Hanley, 1846 unaccepted
- Ostrea mexicana G. B. Sowerby II, 1871 unaccepted
- Ostrea miniata Born, 1778 unaccepted
- Ostrea minuta Linnaeus, 1758 unaccepted
- Ostrea mordax Gould, 1850 unaccepted
- Ostrea morenasi Rochebrune, 1905 unaccepted
- Ostrea multicostata G. B. Sowerby II, 1871 unaccepted
- Ostrea multiradiata G. B. Sowerby II, 1871 unaccepted
- Ostrea multistriata Poli, 1795 unaccepted
- Ostrea multistriata Hanley, 1846 unaccepted
- Ostrea muricata Gmelin, 1791 unaccepted
- Ostrea musashiana Yokoyama, 1920 unaccepted
- Ostrea muscosus W. Wood, 1828 unaccepted
- Ostrea mustellina Gmelin, 1791 unaccepted
- Ostrea mytiloides Lamarck, 1819 unaccepted
- Ostrea nebulosa Poli, 1795 unaccepted
- Ostrea nebulosa Gmelin, 1791 unaccepted
- Ostrea nelsoniana Zittel, 1865 unaccepted
- Ostrea nicaisei Coquand, 1862 † unaccepted
- Ostrea nigromarginata G. B. Sowerby II, 1871 unaccepted
- Ostrea nippona Seki, 1934 unaccepted
- Ostrea nivea Brocchi, 1814 unaccepted
- Ostrea nobilis G. B. Sowerby II, 1871 unaccepted
- Ostrea nodosa Linnaeus, 1758 unaccepted
- Ostrea nomades Iredale, 1939 unaccepted
- Ostrea nucleus Born, 1778 unaccepted
- Ostrea numisma Lamarck, 1819 unaccepted
- Ostrea obesa G. B. Sowerby II, 1871 unaccepted
- Ostrea obliterata Linnaeus, 1758 unaccepted
- Ostrea obscura Forsskål in Niebuhr, 1775 unaccepted
- Ostrea ochracea G. B. Sowerby II, 1871 unaccepted
- Ostrea ochroleuca Gmelin, 1791 unaccepted
- Ostrea oniscus Martens, 1899 unaccepted
- Ostrea opercularis Linnaeus, 1758 unaccepted
- Ostrea orientalis Dillwyn, 1817 unaccepted
- Ostrea palliata Gmelin, 1791 unaccepted
- Ostrea pallium Linnaeus, 1758 unaccepted
- Ostrea palmipes G. B. Sowerby II, 1871 unaccepted
- Ostrea panamensis Carpenter, 1864 unaccepted
- Ostrea parasita Küster, 1868 unaccepted
- Ostrea parasita Turton, 1819 unaccepted
- Ostrea parasitica G. B. Sowerby II, 1870 unaccepted
- Ostrea parasitica Turton, 1819 unaccepted
- Ostrea pauciplicata Deshayes, 1835 unaccepted
- Ostrea paulucciae Crosse, 1869 unaccepted
- Ostrea pedum Röding, 1798 unaccepted
- Ostrea pellucens Linnaeus, 1758 unaccepted
- Ostrea pennigera Jousseaume in Lamy, 1925 unaccepted
- Ostrea perna Linnaeus, 1767 unaccepted
- Ostrea pesfelis Linnaeus, 1758 unaccepted
- Ostrea peslutrae Linnaeus, 1771 unaccepted
- Ostrea pestigris Hanley, 1846 unaccepted
- Ostrea picta Gmelin, 1791 unaccepted
- Ostrea plana Gmelin, 1791 unaccepted
- Ostrea pleuronectes Linnaeus, 1758 unaccepted
- Ostrea plica Linnaeus, 1758 unaccepted
- Ostrea plicata Dillwyn, 1817 unaccepted
- Ostrea plicata G. B. Sowerby II, 1871 unaccepted
- Ostrea plicatula Gmelin, 1791 unaccepted
- Ostrea porphyrea Gmelin, 1791 unaccepted
- Ostrea posjetica Razin, 1934 unaccepted
- Ostrea praeadamitica Röding, 1798 unaccepted
- Ostrea prevostii G. B. Sowerby II, 1871 unaccepted
- Ostrea prismatica J.E. Gray, 1825 unaccepted
- Ostrea procellosa Lamy, 1929 unaccepted
- Ostrea procles Iredale, 1939 unaccepted
- Ostrea procyon Holmes, 1858 unaccepted
- Ostrea proteus Dillwyn, 1817 unaccepted
- Ostrea pseudangulata Lamy, 1930 unaccepted
- Ostrea punctata Gmelin, 1791 unaccepted
- Ostrea purpurea Lightfoot, 1786 unaccepted
- Ostrea pusio Linnaeus, 1758 unaccepted
- Ostrea pustula Jousseaume in Lamy, 1925 unaccepted
- Ostrea pyxidata Born, 1778 unaccepted
- Ostrea pyxidata A. Adams & Reeve, 1850 unaccepted
- Ostrea quercinus G. B. Sowerby II, 1871 unaccepted
- Ostrea quirites Iredale, 1939 unaccepted
- Ostrea radiata Gmelin, 1791 unaccepted
- Ostrea radiata Bory de Saint-Vincent, 1827 unaccepted
- Ostrea radiata Lamarck, 1819 unaccepted
- Ostrea radiata (Valenciennes MS) Bory de Saint-Vincent, 1824 unaccepted
- Ostrea radix G. B. Sowerby II, 1871 unaccepted
- Ostrea radula Linnaeus, 1758 unaccepted
- Ostrea regia Gmelin, 1791 unaccepted
- Ostrea regula Forsskål in Niebuhr, 1775 unaccepted
- Ostrea reniformis G. B. Sowerby II, 1871 unaccepted
- Ostrea reticulata Holten, 1802 unaccepted
- Ostrea rhizophorae Guilding, 1828 unaccepted
- Ostrea rivularis Gould, 1861 unaccepted
- Ostrea rivularis Lischke, 1869 unaccepted
- Ostrea roemeri Quenstedt, 1843 † unaccepted
- Ostrea rosacea Deshayes, 1836 unaccepted
- Ostrea rostralisв G. B. Sowerby II, 1871 unaccepted
- Ostrea rostralis Lamarck, 1819 unaccepted
- Ostrea rostrata G. B. Sowerby II, 1871 unaccepted
- Ostrea rostrata Gmelin, 1791 unaccepted
- Ostrea rostrata Danilo & Sandri, 1856 unaccepted
- Ostrea rubella Lamarck, 1819 unaccepted
- Ostrea rubella Lamarck, 1819, sensu Philippi, 1828 unaccepted
- Ostrea rufa Carpenter, 1857 unaccepted
- Ostrea rufa Lamarck, 1819 unaccepted
- Ostrea rufescens Turton, 1802 unaccepted
- Ostrea ruscuriana Lamarck, 1819 unaccepted
- Ostrea rustica Poli, 1795 unaccepted
- Ostrea rustica Gmelin, 1791 unaccepted
- Ostrea rutipina Tenison-Woods, 1878 unaccepted
- Ostrea saccellus Dujardin, 1835 unaccepted
- Ostrea sagrinata Bruguière, 1790 unaccepted
- Ostrea sandvicensis Sowerby II, 1871 unaccepted
- Ostrea sandvichensis G. B. Sowerby II, 1871 unaccepted
- Ostrea sandwichensis (sic) unaccepted
- Ostrea sanguinea Linnaeus, 1758 unaccepted
- Ostrea sanguinolenta Gmelin, 1791 unaccepted
- Ostrea sauciata Gmelin, 1791 unaccepted
- Ostrea saxatilis Turton, 1807 unaccepted
- Ostrea scabra Born, 1778 неприхваћен
- Ostrea scaeva Monterosato, 1915 неприхваћен
- Ostrea scyphophilla Peron & Lesueur, 1807 неприхваћен
- Ostrea sedea Iredale, 1939 неприхваћен
- Ostrea sellaformis Saville-Kent, 1891 неприхваћен
- Ostrea semicylindrica Say, 1822 неприхваћен
- Ostrea seminuda Gmelin, 1791 неприхваћен
- Ostrea semiplicata Küster, 1868 неприхваћен
- Ostrea senatoria Gmelin, 1791 неприхваћен
- Ostrea senegalensis Gmelin, 1791 неприхваћен
- Ostrea sericea Dillwyn, 1817 неприхваћен
- Ostrea serra Dall, 1914 неприхваћен
- Ostrea sicula Gregorio, 1884 неприхваћен
- Ostrea sinensis Gmelin, 1791 неприхваћен
- Ostrea sinuata Lamarck, 1819 неприхваћен
- Ostrea sinuosa Gmelin, 1791 неприхваћен
- Ostrea solida G. B. Sowerby II, 1871 неприхваћен
- Ostrea spathulata Lamarck, 1819 неприхваћен
- Ostrea spathulata G. B. Sowerby II, 1871 неприхваћен
- Ostrea spinosa Deshayes, 1836 неприхваћен
- Ostrea spondyloidea Gmelin, 1791 неприхваћен
- Ostrea spreta d'Orbigny, 1846 неприхваћен
- Ostrea squamata Gmelin, 1791 неприхваћен
- Ostrea squamosa Gmelin, 1791 неприхваћен
- Ostrea stellata Gmelin, 1791 неприхваћен
- Ostrea striatula Linnaeus, 1758 неприхваћен
- Ostrea striatum da Costa, 1778 неприхваћен
- Ostrea strigilata Brocchi, 1814 неприхваћен
- Ostrea subdentata Hutton, 1873 † неприхваћен
- Ostrea sublamellosa Milachewitch, 1916 неприхваћен
- Ostrea subrotundata Gmelin, 1791 неприхваћен
- Ostrea subrufa Gmelin, 1791 неприхваћен
- Ostrea subtrigona G. B. Sowerby II, 1871 неприхваћен
- Ostrea subucula Jousseaume in Lamy, 1925 неприхваћен
- Ostrea sulcata Gmelin, 1791 неприхваћен
- Ostrea sulcata Born, 1778 неприхваћен
- Ostrea sulphurea Gmelin, 1791 неприхваћен
- Ostrea superficialis Forsskål in Niebuhr, 1775 неприхваћен
- Ostrea talienwhanensis Crosse, 1862 неприхваћен
- Ostrea taurica Krynicki, 1837 неприхваћен
- Ostrea taurica Siemaschko, 1847 неприхваћен
- Ostrea tegula Wood, 1828 неприхваћен
- Ostrea thaanumi Dall, Bartsch & Rehder, 1938 неприхваћен
- Ostrea thomasi McLean, 1941 неприхваћен
- Ostrea townsendi Melvill, 1898 неприхваћен
- Ostrea tranquebaria Gmelin, 1791 неприхваћен
- Ostrea trapezina Lamarck, 1819 неприхваћен
- Ostrea triangularis Holmes, 1856 неприхваћен
- Ostrea tridacnaeformis Cox, 1927 неприхваћен
- Ostrea tubercularis G. B. Sowerby II, 1871 неприхваћен
- Ostrea tuberculata Olivi, 1792 неприхваћен
- Ostrea tuberculata Lamarck, 1804 неприхваћен
- Ostrea tubulifera Dall, 1914 неприхваћен
- Ostrea tulipa G. B. Sowerby II, 1871 неприхваћен
- Ostrea tulipa Lamarck, 1819 неприхваћен
- Ostrea tumida Turton, 1819 неприхваћен
- Ostrea turbinata Lamarck, 1819 неприхваћен
- Ostrea turgida Gmelin, 1791 неприхваћен
- Ostrea turturina Rochebrune, 1895 неприхваћен
- Ostrea valsella Gmelin, 1791 неприхваћен
- Ostrea varia Linnaeus, 1758 неприхваћен
- Ostrea versicolor Gmelin, 1791 неприхваћен
- Ostrea vinolenta Hupé in Gay, 1854 неприхваћен
- Ostrea violacea Deshayes in Maillard, 1863 неприхваћен
- Ostrea virescens Angas, 1868 неприхваћен
- Ostrea virginiana Röding, 1798 неприхваћен
- Ostrea virginica Gmelin, 1791 неприхваћен
- Ostrea vitrea Gmelin, 1791 неприхваћен
- Ostrea vitrefacta G. B. Sowerby II, 1871 неприхваћен
- Ostrea vulgare da Costa, 1778 неприхваћен
- Ostrea webbi Récluz, 1851 неприхваћен
- Ostrea weberi Olsson, 1951 неприхваћен
- Ostrea wuellerstorfi Zittel, 1865 † неприхваћен
- Ostrea ziczac Linnaeus, 1758 неприхваћен